# Amblar-Don
Amblar-Don (Amblàr-Dòn in noneso) è un comune italiano sparso di 552 abitanti della provincia autonoma di Trento in Trentino-Alto Adige. Prende il nome dai due centri abitati che lo costituiscono, in precedenza comuni autonomi, che hanno dato vita alla fusione. La sede municipale è situata a Don. È situato in Val di Non e fa parte della Comunità della Val di Non.

## Storia
Il comune è nato grazie al referendum popolare del 7 giugno 2015 fra gli elettori degli ex comuni di Amblar e Don, il cui risultato positivo è stato seguito dalla legge provinciale n. 8/2015 che ha fissato la decorrenza del nuovo ente al 1º gennaio 2016.

## Monumenti e luoghi d'interesse

### Architetture religiose
- Chiesa di San Vigilio, parrocchiale ad Amblar.[7]
- Chiesa di Santa Brigida, parrocchiale a Don.[8]

### Altro
- Porta di Vallavena ad Amblar[9]

## Società

### Evoluzione demografica
Abitanti censiti

## Geografia antropica
Il comune conobbe un certo stato di unità come quello odierno nel periodo intercorso tra il 1928 e il 1947 quando, a seguito della campagna di fusioni intrapresa dal regime fascista, i due paesi vennero a trovarsi sotto un unico amministratore, l'allora podestà.

## Amministrazione
| Periodo         | Periodo       | Primo cittadino  | Partito      | Carica                  | Note   |
| --------------- | ------------- | ---------------- | ------------ | ----------------------- | ------ |
| 1º gennaio 2016 | 8 maggio 2016 | Luciano Fanti    |              | Commissario prefettizio | [ 11 ] |
| 9 maggio 2016   | in carica     | Giuliano Marches | Lista civica | Sindaco                 | [ 12 ] |